# 玛丽·贝德福德
玛丽·贝德福德（英語：Marie Bedford，1907年3月27日—1997年9月8日），南非女子游泳运动员。她曾代表南非参加1928年夏季奥林匹克运动会游泳比赛，获得女子4×100米自由泳接力铜牌。